# Armin Prinz zur Lippe
Armin Leopold Ernst Bruno Heinrich Willa August Prinz zur Lippe (* 18. August 1924 in Detmold; † 20. August 2015 ebenda) war ein deutscher Unternehmer und von 1949 bis zu seinem Tod das Oberhaupt des Hauses Lippe.

## Familie
Armin Prinz zur Lippe war der vierte Sohn des letzten regierenden Fürsten Leopold IV. zur Lippe (1871–1949) und seiner zweiten Frau Anna Prinzessin zu Ysenburg und Büdingen (1886–1980), Tochter des Fürsten Bruno zu Ysenburg und Büdingen und seiner Frau Gräfin Berta zu Castell-Rüdenhausen. Am 12. November 1918 musste Fürst Leopold IV. auf den Thron verzichten. Das fürstliche Residenzschloss Detmold verblieb im Familienbesitz. Die Familie bewohnt dieses Schloss noch heute. Über seinen Cousin Bernhard zur Lippe-Biesterfeld (1911–2004) war Armin mit dem König der Niederlande, Willem-Alexander van Oranje-Nassau (* 1967), verwandt.
Nach dem Tod seines Vaters 1949 wurde der ältere Halbbruder, Ernst Leopold Prinz zur Lippe (1902–1987) aus der ersten Ehe seines Vaters mit Bertha Prinzessin von Hessen-Philippsthal-Barchfeld (1874–1919), als Oberhaupt des Hauses Lippe testamentarisch übergangen. Stattdessen wurde 1949 Armin als Nachfolger bestimmt. Gemäß dem Wunsch seines Vaters nahm er 1949 den Namen Fürst zur Lippe an. Als die zuständige Behörde den neuen Namen in seinen Führerschein eintragen wollte, schaltete sich das Innenministerium des Landes Nordrhein-Westfalen ein. Ein Namensfeststellungsbeschluss schrieb Ende 1950 vor, dass auch für das Oberhaupt des Hauses Lippe die Namensform Prinz zur Lippe gelte.
Am 27. März 1953 heiratete Armin Prinz zur Lippe in Göttingen die Biologin Traute Becker (* 16. Februar 1925 in Hänigsen; † 25. Februar 2023), Tochter von Gustav Becker und Charlotte Meyer. Aus dieser Ehe ging ein Sohn hervor: Stephan Prinz zur Lippe (* 1959), verheiratet mit Maria Gräfin zu Solms-Laubach (* 1968); das Paar hat drei Söhne und zwei Töchter.

## Leben
Nach Abitur, Kriegsdienst in der Luftwaffe und Gefangenschaft absolvierte Armin zur Lippe ein naturwissenschaftliches Studium an der Universität Göttingen. 1954 wurde er bei Richard Harder mit einer pflanzenphysiologischen Arbeit zum Dr. rer. nat. promoviert.
Armin Prinz zur Lippe verwaltete das Erbe des Fürstenhauses (Fürstliche-Lippische Zentralverwaltung GbR) in enger Zusammenarbeit mit seinem Sohn Stephan Prinz zur Lippe. Er nahm am öffentlichen Leben in seiner Region regen Anteil und hatte eine große Zahl von Ehrenämtern inne. Dazu gehörte der Ehrenvorsitz des Vorstandes des von ihm mitbegründeten Kunstvereins „Lippische Gesellschaft für Kunst“. Seit der Gründung des Fördervereins für das Landestheater Detmold (1970) gehörte er auch dem Vereinsvorstand an und war außerdem einer der Kuratoren des von der Lippischen Landeskirche in Detmold betriebenen Wohnheims „Die Burse“, in dem Mitglieder unterschiedlichster Religionen der Technischen Hochschule Ostwestfalen-Lippe, Lemgo, und der Hochschule für Musik Detmold in einer internationalen Gemeinschaft wohnen. Der Bundespräsident verlieh Prinz zur Lippe 1999 das Bundesverdienstkreuz Erster Klasse.
Er trat zusammen mit seiner Frau 1959 dem Verband der Kriegsdienstverweigerer bei.

## Schriften (Auswahl)
- Lopshorn. Eine Chronik, Werte der Tradition, Bausteine für die Zukunft. Verlag Topp + Möller, Detmold 2004, ISBN 3-936867-08-9.
- zusammen mit Gerhard Peters: Fürstliches Residenzschloss Detmold. Topp + Möller, Detmold 2008, ISBN 978-3-936867-24-4.